# Kagitumba
Kagitumba és una ciutat de Ruanda. Està situat a l'extrema extremitat nord-est a la confluència del riu Kagitumba i el riu Akagera. Aquesta ubicació també és el trifini entre Ruanda, Uganda i Tanzània.

## Ubicació
Kagitumba es troba en el districte de Nyagatare, província de l'Est, a la frontera amb la República d'Uganda. La seva ubicació es troba molt a prop i es troba immediatament a l'oest del punt geogràfic on s'intersecten les fronteres internacionals de Ruanda, Tanzània i Uganda.
Aquesta ubicació és aproximadament a 38 kilòmetres per carretera, al nord-est de Nyagatare, capital del districte. Kagitumba es troba aproximadament a 136 kilòmetres per carretera al nord-est de Kigali, la capital de Ruanda i la ciutat més gran del país.

## Informació general
Kagitumba és un dels principals punts de pas fronterers entre Ruanda i Uganda; l'altre és Gatuna. Actualment, s'estan duent a terme plans per integrar els procediments d'aduanes i immigració entre els dos països, per crear un mecanisme de pas únic en ambdós sentits. Quan es formalitzi, el nou procés reduirà dràsticament els temps d'espera per al trànsit humà i comercial entre els dos països membres de la Comunitat de l'Àfrica Oriental.

## Població
La població exacta de Kagitumba no es coneix des d'abril de 2012.

## Punts d'interès
Les fites dins dels límits de la ciutat o prop de les vores de la ciutat són:
- Oficines de l'Ajuntament de Kagitumba
- Mercat central de Kagitumba
- Pas internacional de fronteres entre Ruanda i Uganda
- La ciutat de Mirama Hills, a Uganda, es troba a la frontera internacional, directament al nord de Kagitumba
- El punt on el riu Muvumba es buida al riu Kagera, marcant la intersecció de les fronteres internacionals entre Ruanda, Tanzània i Uganda